# Daihatsu Luxio
Daihatsu Luxio — минивэн, производимый с 26 февраля 2009 года компанией Daihatsu в Индонезии. Основан на Daihatsu Gran Max, но имеет косметически модернизированные переднюю и заднюю части, а также особенности отделки, такие как боковые молдинги. 19 февраля 2014 года автомобиль подвергся фейслифтингу.
Luxio продаётся в комплектациях D, M и X. Комплектация M была снята с производства в связи с запуском обновлённой модели.

## Технические характеристики
Luxio оснащён 1,5-литровым четырёхцилиндровым бензиновым двигателем 3SZ-VE мощностью 71 кВт (95 л. с.) при 6000 об/мин и крутящим моментом 134 Н⋅м при 4400 об/мин. Коробка передач — пятиступенчатая механическая или четырёхступенчатая автоматическая (комплектация X).

## Безопасность
Два передних пассажира и два крайних пассажира для среднего и третьего рядов сидений имеют 3-точечный ремень безопасности, в то время как центральные пассажиры среднего и третьего рядов имеют двухточечный ремень безопасности. Luxio не имеет подушек безопасности. Опционально комплектации M и X имели антиблокировочную систему, которая после фейслифтинга была исключена за отсутствием спроса.

## Галерея

### До фейслифтинга

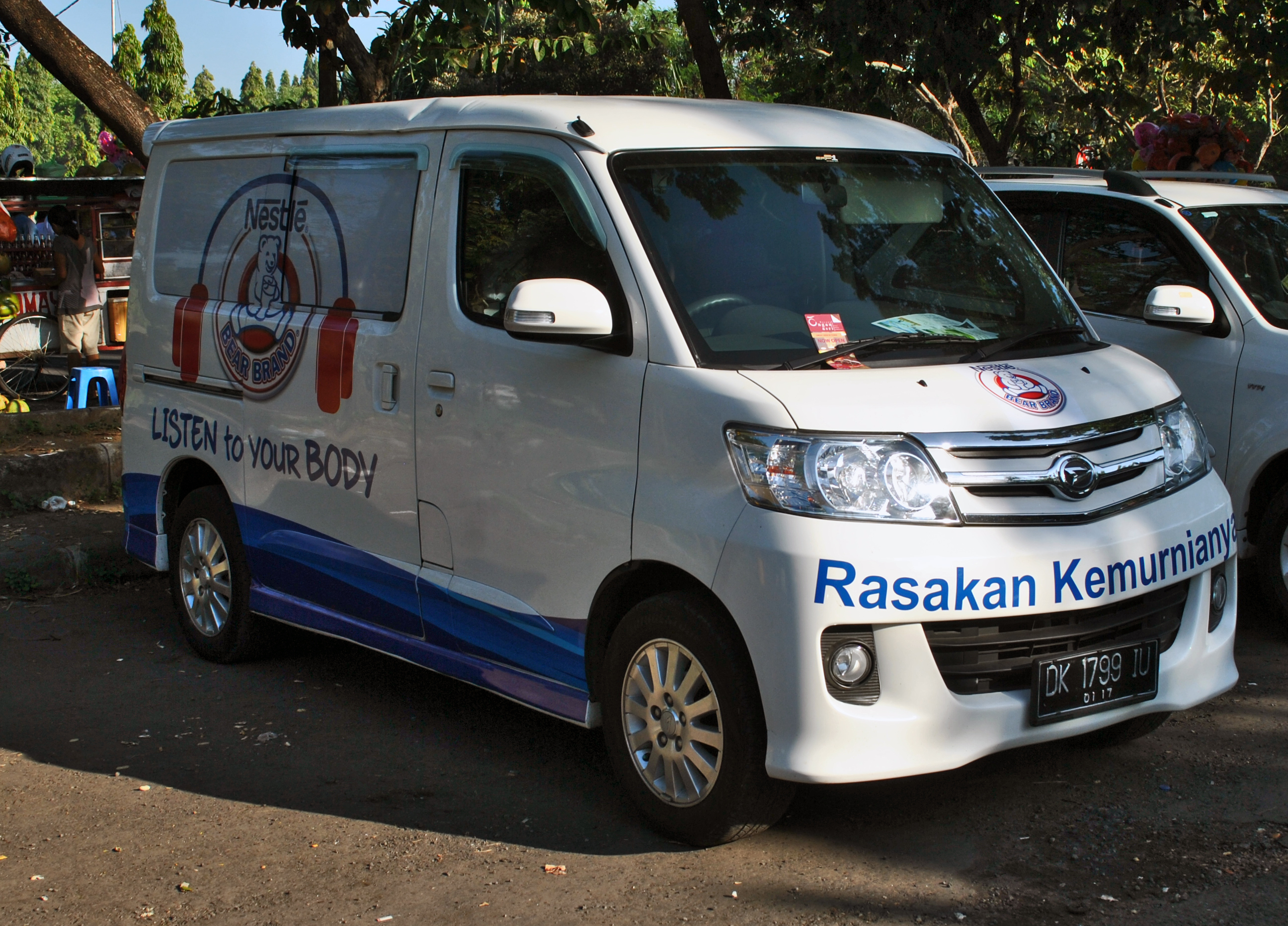
2011 Luxio 1.5 X (S402RG)
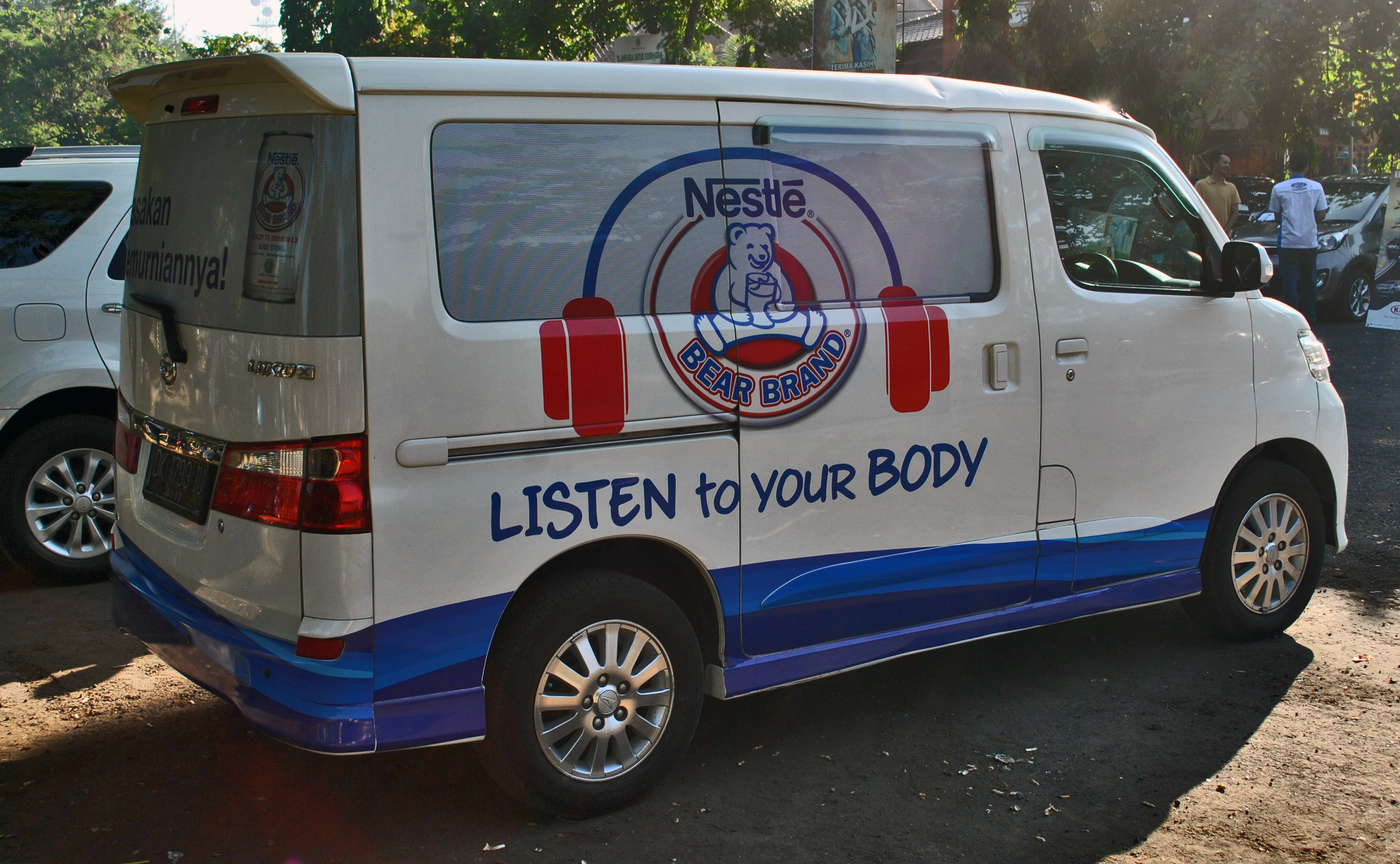
2011 Luxio 1.5 X (S402RG)

### Фейслифтинг

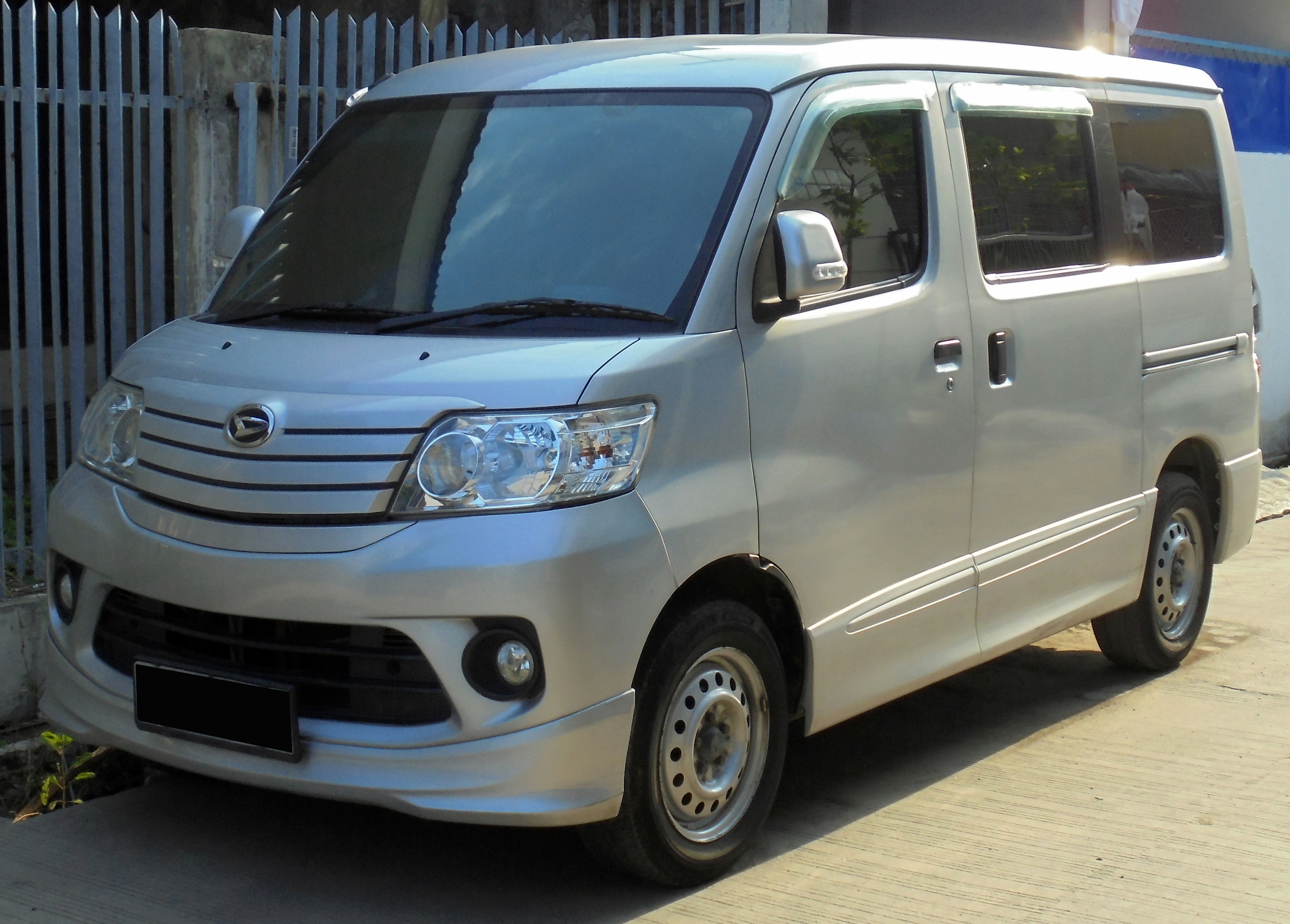
2015 Luxio 1.5 D (S402RG)
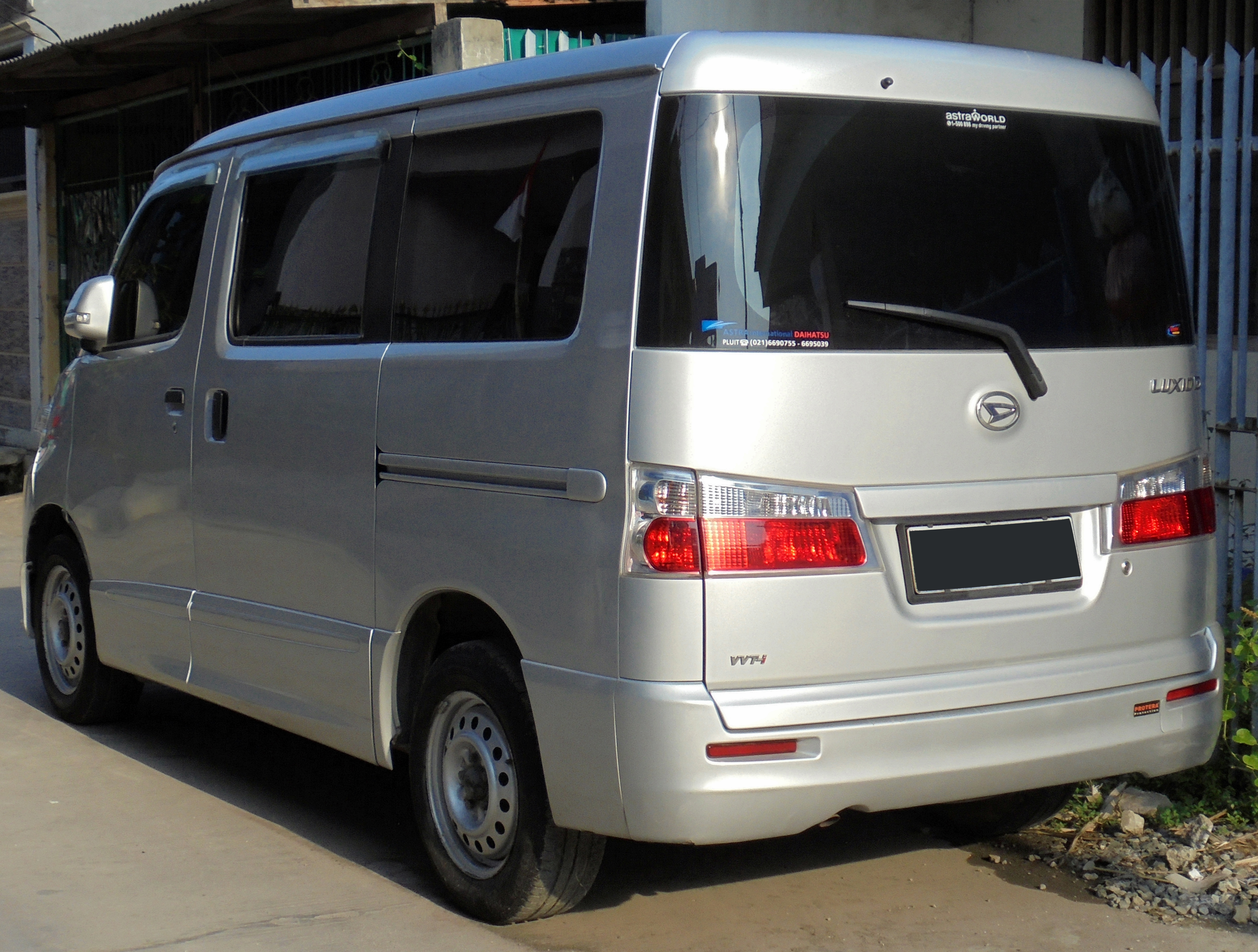
2015 Luxio 1.5 D (S402RG)
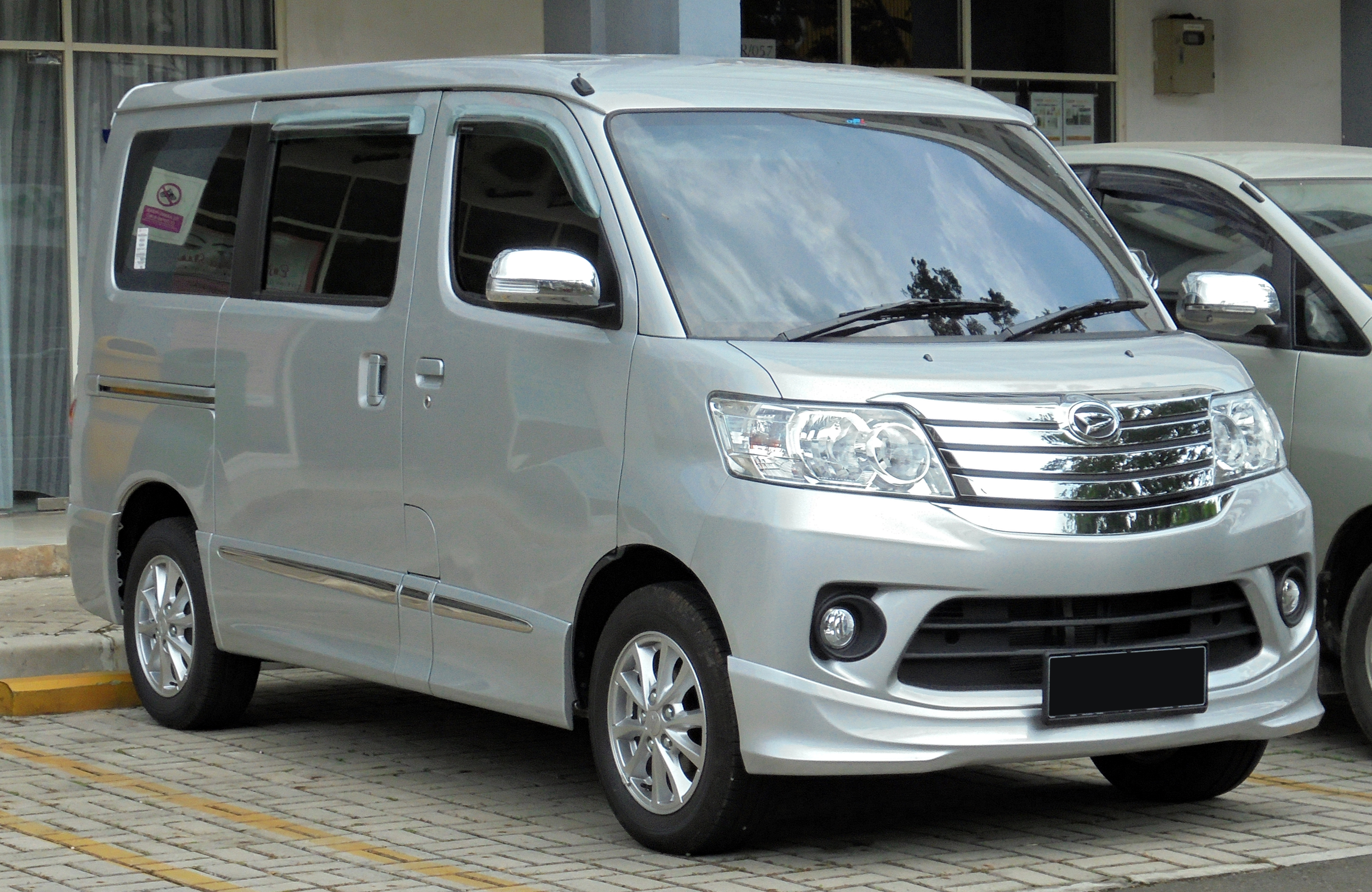
2019 Luxio 1.5 X (S402RG)

## Продажи
| Год  | Индонезия |
| ---- | --------- |
| 2009 | 4,582     |
| 2010 | 5,982     |
| 2011 | 6,672     |
| 2012 | 7,309     |
| 2013 | 5,656     |
| 2014 | 4,304     |
| 2015 | 4,232     |
| 2016 | 4,230     |
| 2017 | 5,000     |
| 2018 | 3,841     |
| 2019 | 3,992     |
| 2020 | 1,576     |
| 2021 | 2,451     |
| 2022 | 2,574     |
| 2023 | 2,997     |